# Atienza
Pour les articles homonymes, voir Atienza (homonymie).
Cet article concerne la commune espagnole. Pour la productrice, voir Belén Atienza Azcona.
Atienza est une commune d'Espagne de la province de Guadalajara dans la communauté autonome de Castille-La Manche.